# Veliki zimzelen
Veliki zimzelen (znanstveno ime Vinca major) je zimzelena rastlina iz družine pasjestrupovk (Apocynaceae). Izvira iz zahodnega Sredozemlja, v Sloveniji pa raste v listnatih ali mešanih gozdovih in na obrobjih gozdov. Pogosto ga sadijo kot okrasno rastlino.  

## Opis
Veliki zimzelen zraste do 25 cm visoko in se s širjenjem plazečih poganjkov ponovno ukoreninja in tvori nove rastline. Iz ene rastline se tako lahko v premeru od 2 do 5 metrov ustvari gosta podrast, ki lahko sega celo do 70 cm visoko. Listi so usnjati, ovalni in sijoči, na stebla so nameščeni nasprotno. V dolžino merijo med 3 in 9, v širino pa med 2 in 6 cm. Cvetovi so modri ali vijolični in imajo pet venčnih listov ter premer od 3 do 5 cm. Rastlina cveti od pomladi do jeseni.
Obstajata dve podvrsti, ki sta geografsko ločeni:
- Vinca major subsp. major - (južna Evropa)
- Vinca major subsp. hirsuta (Boiss.) Stearn (syn. V. pubescens d'Urv.) - (Kavkaz, severovzhod Turčije)

Vrsta je postala invazivna v delih ZDA, Avstralije in Nove Zelandije.